# Catasetum galeritum
Catasetum galeritum là một loài phong lan.